# 한가람 (작가)
한가람은 대한민국의 텔레비전 드라마 작가이다. 

## 드라마
- 2020년 JTBC 월화 미니시리즈 《날씨가 좋으면 찾아가겠어요》 ... 집필
- 2024년 ENA & Genie 월화 미니시리즈 《나의 해리에게》 ... 집필